# اوبیخ‌ها
اوبیخ‌ها (به روسی: Убыхи) به باشندگان (بومی‌های) شمال باختری آبخاز- در قفقاز- گفته می‌شود، این مردمان در گذشته به زبان اوبیخ -که یکی از زبان‌های قفقازی شمال باختری بود- سخن می‌گفتند؛ واپسین گویشوران این زبان در ۱۹۹۲ از میان رفته‌اند. زیستگاه اوبیخ‌ها به احتمال همان کولخیس باستانی بوده‌است.
امروزه اوبیخ به مفهوم یک ملت وجود خارجی ندارد؛ بازماندگان اوبیخ‌ها بیشتر در ترکیه و گروه کوچکی از آنان در اردن از لحاظ تباری خود را از دودهٔ اوبیخ‌ها می‌شمرند. اوبیخ‌ها مسلمانان سنی بوده‌اند.

## تاریخچه
پروکوپیوس در کتاب خویس از این مردمان به نام بروخ‌ها یاد کرده‌است. اینان مردمانی نیمه‌کوچ‌نشین بودند و زندگیشان بیشتر به اسب بستگی داشته‌است. پیشگویی و غیب‌بینی هم در باورهایشان رواج داشته‌است.
در تاریخ معاصر از این مردمان آگاهی‌های بیشتری در دست است. در در ۱۸۶۴ و در زمان پادشاهی الکساندر دوم روسها بر همهٔ قفقاز دست یافتند. در این زمان آدیغیه و آبخاز مورد کشتار قرارگرفتند و پاره‌ای از آبازها نیز از قفقاز رانده‌شدند. اوبیخ‌ها نیز از قفقاز رانده شدند و بیشترشان در باختر ترکیه و به ویژه در مانیاس -در استان بالیکسیر- جاگیرشدند. در این زیست‌گاه تازه اوبیخ‌ها به تندی با بومیان درآمیختند، فرهنگ خود را فراموش کردند و از مردمانی نیمه‌کوچ‌نشین به جمعیتی کشاورز دگر گشتند. زبان اوبیخی نیز به فراموشی سپرده‌شد و زبان‌های ترکی و آدیغی جایگزین آن شد. واپسین گویشور به زبان اوبیخی توفیق اسنچ بود که در ۱۹۹۲ درگذشت.